# La Pernelle
La Pernelle est une commune française, située dans le département de la Manche en région Normandie, peuplée de 287 habitants.

## Géographie

### Localisation
La commune est au nord-est de la péninsule du Cotentin. Son bourg est à 3,5 km au nord de Quettehou, à 7 km au sud de Barfleur et à 12 km au sud-est de Saint-Pierre-Église. Des hauteurs, la vue s'étend des côtes du Calvados avec les falaises de Grandcamp, et sur la gauche, au-delà du phare de Gatteville, et à l'horizon les silhouettes de la presqu'île de la Hougue ou de l'île Tatihou.
Les communes limitrophes sont Le Vicel, Anneville-en-Saire, Réville, Saint-Vaast-la-Hougue, Teurthéville-Bocage, Le Vast et Quettehou.

### Géologie
Pour un article plus général, voir Val de Saire : Géologie.
Des restes de dinosaure ont été découverts à La Pernelle, dans les terrains triasiques.

### Hydrographie
La commune est située dans le bassin Seine-Normandie. Elle est drainée par la Saire, le Vaupreux, des bras d'Escarbosville, le cours d'eau 02 d'Aigremont, le fossé 01 du Bordage, le fossé 01 du Hameau des Tronques, le ruisseau d'Escarbosville et  et un autre petit cours d'eau,.
La Saire, d'une longueur de 31 km, prend sa source dans la commune du Mesnil-au-Val et se jette dans la baie de Seine à Saint-Vaast-la-Hougue, après avoir traversé douze communes.

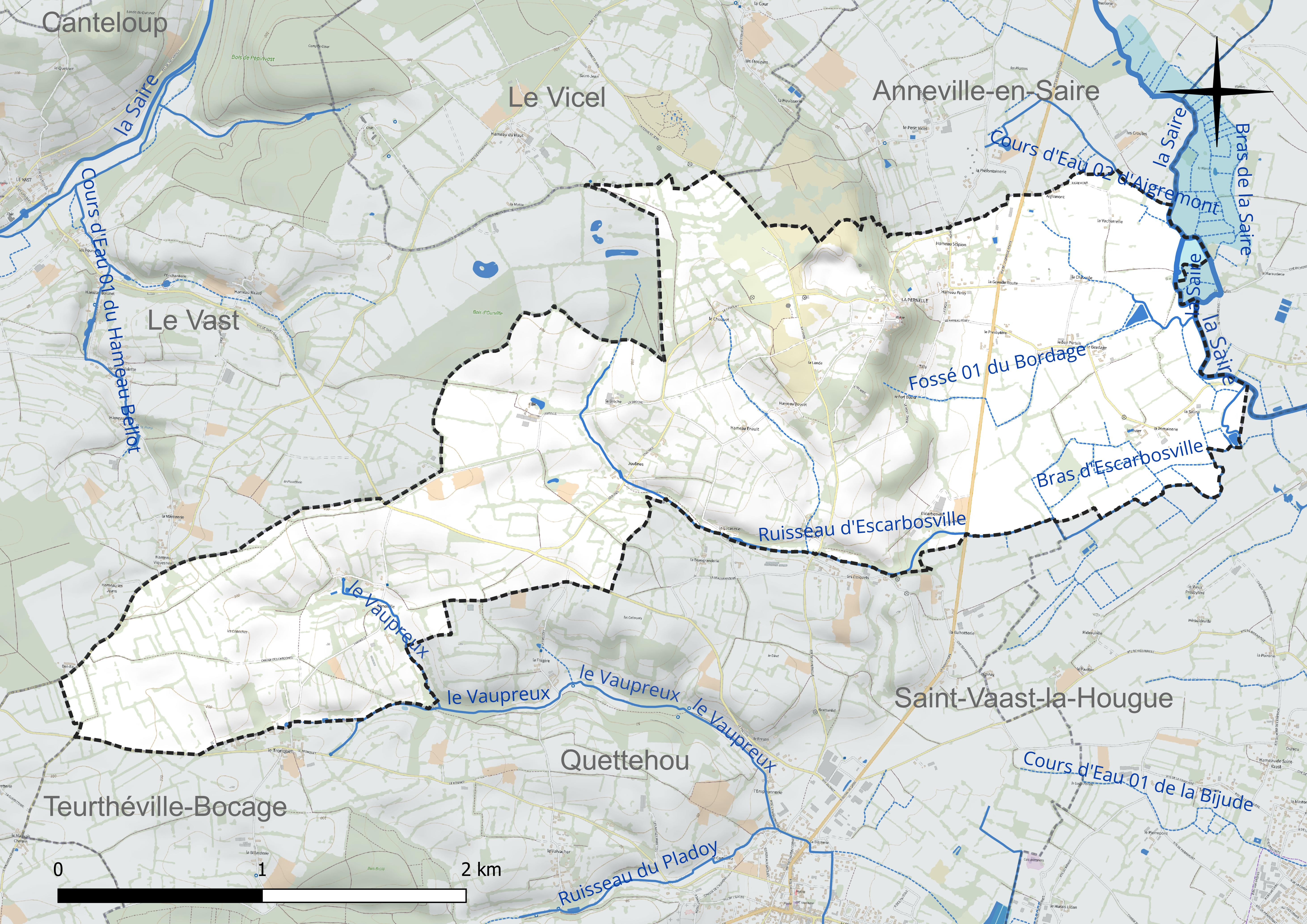
Réseau hydrographique de la Pernelle.

### Climat
Pour des articles plus généraux, voir Climat de la Normandie et Climat de la Manche.
En 2010, le climat de la commune est de type climat océanique franc, selon une étude du CNRS s'appuyant sur une série de données couvrant la période 1971-2000. En 2020, Météo-France publie une typologie des climats de la France métropolitaine dans laquelle la commune est exposée à un climat océanique et est dans la région climatique  Normandie (Cotentin, Orne), caractérisée par une pluviométrie relativement élevée (850 mm/a) et un été frais (15,5 °C) et venté. Parallèlement le GIEC normand, un groupe régional d’experts sur le climat, différencie quant à lui, dans une étude de 2020, trois grands types de climats pour la région Normandie, nuancés à une échelle plus fine par les facteurs géographiques locaux. La commune est, selon ce zonage, exposée à un « climat maritime », correspondant au Cotentin et à l'ouest du département de la Manche, frais, humide et pluvieux, où les contrastes pluviométrique et thermique sont parfois très prononcés en quelques kilomètres quand le relief est marqué.
Pour la période 1971-2000, la température annuelle moyenne est de 10,9 °C, avec une amplitude thermique annuelle de 10,7 °C. Le cumul annuel moyen de précipitations est de 1 017 mm, avec 14,4 jours de précipitations en janvier et 7,1 jours en juillet. Pour la période 1991-2020, la température moyenne annuelle observée sur la station météorologique la plus proche, située sur la commune de Gatteville-le-Phare à 7 km à vol d'oiseau, est de 11,6 °C et le cumul annuel moyen de précipitations est de 866,7 mm,. Pour l'avenir, les paramètres climatiques de la commune estimés pour 2050 selon différents scénarios d'émission de gaz à effet de serre sont consultables sur un site dédié publié par Météo-France en novembre 2022.

## Urbanisme

### Typologie
Au 1er janvier 2024, La Pernelle est catégorisée commune rurale à habitat dispersé, selon la nouvelle grille communale de densité à sept niveaux définie par l'Insee en 2022.
Elle est située hors unité urbaine et hors attraction des villes,.

### Occupation des sols
L'occupation des sols de la commune, telle qu'elle ressort de la base de données européenne d’occupation biophysique des sols Corine Land Cover (CLC), est marquée par l'importance des territoires agricoles (90,6 % en 2018), une proportion sensiblement équivalente à celle de 1990 (90,3 %).
La répartition détaillée en 2018 est la suivante : terres arables (45,5 %), prairies (45,1 %), milieux à végétation arbustive et/ou herbacée (8,6 %), forêts (0,7 %).

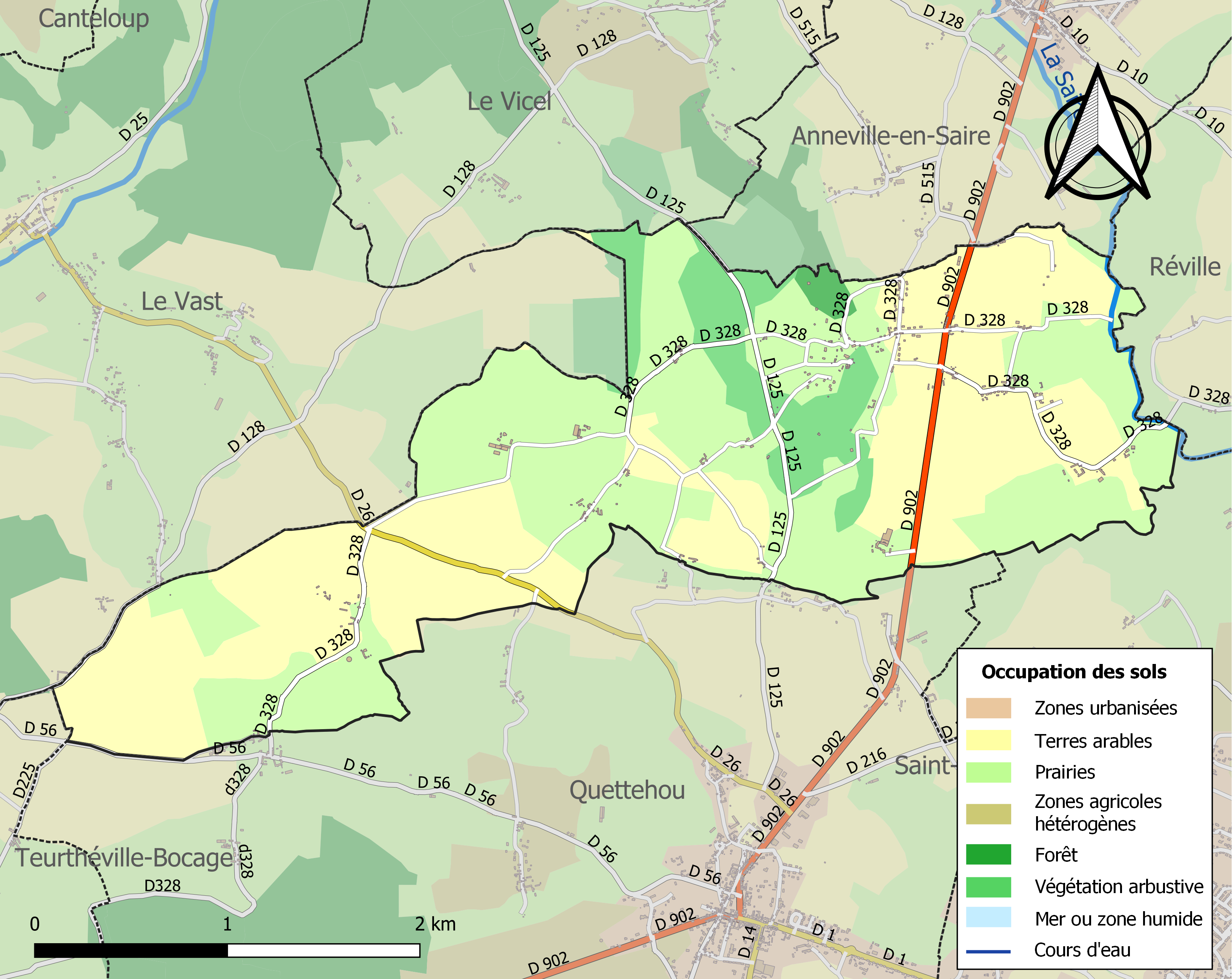
Carte des infrastructures et de l'occupation des sols de la commune en 2018 (CLC).

L'évolution de l’occupation des sols de la commune et de ses infrastructures peut être observée sur les différentes représentations cartographiques du territoire : la carte de Cassini (XVIIIe siècle), la carte d'état-major (1820-1866) et les cartes ou photos aériennes de l'IGN pour la période actuelle (1950 à aujourd'hui).

## Toponymie
Attesté sous la forme de Sancta Petronilla en 1280, La Pesnelle en 1389, Sainte Péronnelle en 1419.
La suppression de "sainte" après le XIIIe siècle a fait que le toponyme est devenu du type la « (terre) de Pernelle ».
Selon René Lepelley, le toponyme précédé de l'article féminin équivaut à l'évocation d'une sainte. Pernelle est l'équivalent de Pétronille, du nom de sainte Pétronille, vierge et martyre légendaire du Ier siècle. L'église et la paroisse lui sont dédiées.

## Histoire

### Moyen Âge
En 1346, le roi d'Angleterre Édouard III, s'installe au sommet de la colline de la Pernelle pour observer le débarquement de ses troupes, au début de la guerre de Cent Ans.
Depuis le Moyen Âge, le 31 mai, s'y tenait la foire annuelle, déjà citée en 1450, dite de la Sainte-Pétronille,. La paroisse a pour patronne sainte Apolline, qui est invoquée pour les douleurs dentaires.
La paroisse dépendait du doyenné de Valognes.

#### Seigneurie de la Varengière
La seigneurie de la Varengière était l'un des trois fiefs de La Pernelle. Jean et Guillaume Lucas, seigneurs de la Varengière, capturés au XIVe siècle pendant la guerre de Cent Ans par les Anglais, et emprisonnés à Saint-Sauveur-le-Vicomte, vendirent leur fief de la Pernelle pour payer leur rançon.

### Temps modernes
En 1567, Guillaume Goddefroy, écuyer, sieur de la Varengière à La Pernelle, est taxé pour son fief de 20 solz dans le rôle des nobles et roturiers, au titre du ban et de l'arrière ban de la vicomté de Coutances, réalisé par Gilles Dancel, seigneur d'Audouville, lieutenant général du bailli de Cotentin, tenu à Coutances les 20-22 octobre. Le fief de la Varengière à La Pernelle, qui valait un huitième de fief de haubert et relevait du fief de la Varengière à Ozeville, avait des extensions sur Quettehou.
Dans le même rôle, Jehan de Thilly, écuyer, sieur d'Escarbouville et Ouville à La Pernelle est taxé de 12 livres pour ses deux fiefs. Le fief d'Escarbouville, qui valait un demi-fief de haubert, était tenu du roi sous la vicomté de Valognes ; Ourville était une vavassorie.

### Époque contemporaine
Du fait de sa position, La Pernelle vigie du Val de Saire a vu sa colline transformée en forteresse par les Allemands pendant l'Occupation.
La commune est décorée de la croix de guerre 1939-1945 par décret du 11 novembre 1948.

## Politique et administration
| Période                                  | Période   | Identité       | Étiquette | Qualité           |
| ---------------------------------------- | --------- | -------------- | --------- | ----------------- |
| 1993                                     | mars 2001 | Auguste Ménard |           |                   |
| mars 2001                                | En cours  | Marc Gauchet   | SE        | Gérant de société |
| Les données manquantes sont à compléter. |           |                |           |                   |

Le conseil municipal est composé de onze membres dont le maire et deux adjoints.

## Population et société
Les habitants de la commune sont appelés les Pernellais.

### Démographie
L'évolution du nombre d'habitants est connue à travers les recensements de la population effectués dans la commune depuis 1793. Pour les communes de moins de 10 000 habitants, une enquête de recensement portant sur toute la population est réalisée tous les cinq ans, les populations de référence des années intermédiaires étant quant à elles estimées par interpolation ou extrapolation. Pour la commune, le premier recensement exhaustif entrant dans le cadre du nouveau dispositif a été réalisé en 2004.
En 2022, la commune comptait 287 habitants, en évolution de +12,99 % par rapport à 2016 (Manche : −0,31 %, France hors Mayotte : +2,11 %).
| 1793 | 1800 | 1806 | 1821 | 1831 | 1836 | 1841 | 1846 | 1851 |
| ---- | ---- | ---- | ---- | ---- | ---- | ---- | ---- | ---- |
| 532  | 517  | 638  | 604  | 580  | 526  | 529  | 551  | 520  |

| 1856 | 1861 | 1866 | 1872 | 1876 | 1881 | 1886 | 1891 | 1896 |
| ---- | ---- | ---- | ---- | ---- | ---- | ---- | ---- | ---- |
| 514  | 500  | 496  | 452  | 392  | 399  | 362  | 406  | 363  |

| 1901 | 1906 | 1911 | 1921 | 1926 | 1931 | 1936 | 1946 | 1954 |
| ---- | ---- | ---- | ---- | ---- | ---- | ---- | ---- | ---- |
| 316  | 289  | 294  | 254  | 244  | 233  | 263  | 180  | 206  |

| 1962 | 1968 | 1975 | 1982 | 1990 | 1999 | 2004 | 2006 | 2009 |
| ---- | ---- | ---- | ---- | ---- | ---- | ---- | ---- | ---- |
| 266  | 277  | 226  | 301  | 293  | 303  | 272  | 261  | 247  |

| 2014 | 2019 | 2022 | - | - | - | - | - | - |
| ---- | ---- | ---- | - | - | - | - | - | - |
| 250  | 271  | 287  | - | - | - | - | - | - |

## Culture locale et patrimoine

### Lieux et monuments
- La mairie qui occupe un, ancien corps de garde anglais du XVe siècle partiellement inscrit au titre des monuments historiques par arrêté du 5 mai 1975[43]. C'est l'une des plus petites mairies de France. Elle offre un large panorama sur la côte nord-est du Cotentin, en particulier du phare de Gatteville jusqu'à Saint-Vaast-la-Hougue et les îles Saint-Marcouf.
- L'église Sainte-Pétronille, dont le clocher en bâtière est inscrit au titre des monuments historiques par arrêté du 5 mai 1975[44]. Elle fut en grande partie ruinée à la suite des bombardements liés au Débarquement[45] et reconstruite en 1955 sauf la tour qui fut restaurée.
- Le manoir d'Ourville, du XVIe siècle avec sa double porte d'entrée et cheminée Renaissance, inscrit partiellement au titre des monuments historiques par arrêté du 3 juillet 1975[46].
- Le manoir d'Escarboville : construit au début du XVIe siècle[47], il est flanqué d'une grosse tour au toit en poivrière. Les baies sont ornementées. L'étage abriterait une belle cheminée de style François Ier ornée de torsades et moulures.
- La grotte pratiquée en 1928 dans les rochers que surplombe l'église pour y placer une statue de Notre-Dame-de-Lourdes, dans l'esprit de la grotte de Massabielle de Lourdes, fait l'objet d'un pèlerinage populaire annuel en août.
- La fontaine Saint-Marcouf qui était, avant son vol en 2021[48], ornée d'une statue de saint Jacques le Majeur[49] : si la tête datait du XIVe, la statue datait probablement du XVIIe.
- Restes de deux batteries allemandes, sur les hauteurs, qui surveillaient le large. La première, proche de l'église, comprenait six pièces de 105 mm casematées, sur les abords de la carrière avec, devant l'église, un poste de direction de tir complété par un observatoire blindé à cloches qui permettait une observation à 360° à l'aide d'un périscope à grossissement 10[50]. La seconde, au sud-ouest, située à proximité d'une station radar implantée sur le site du Vicel, composée de quatre pièces semi-mobiles de calibre 170 mm[50].
- Table d'orientation.
- Lavoir, fontaine, oratoire.

Pour mémoire
- Menhir, au-dessus de la fontaine de saint Marcouf.

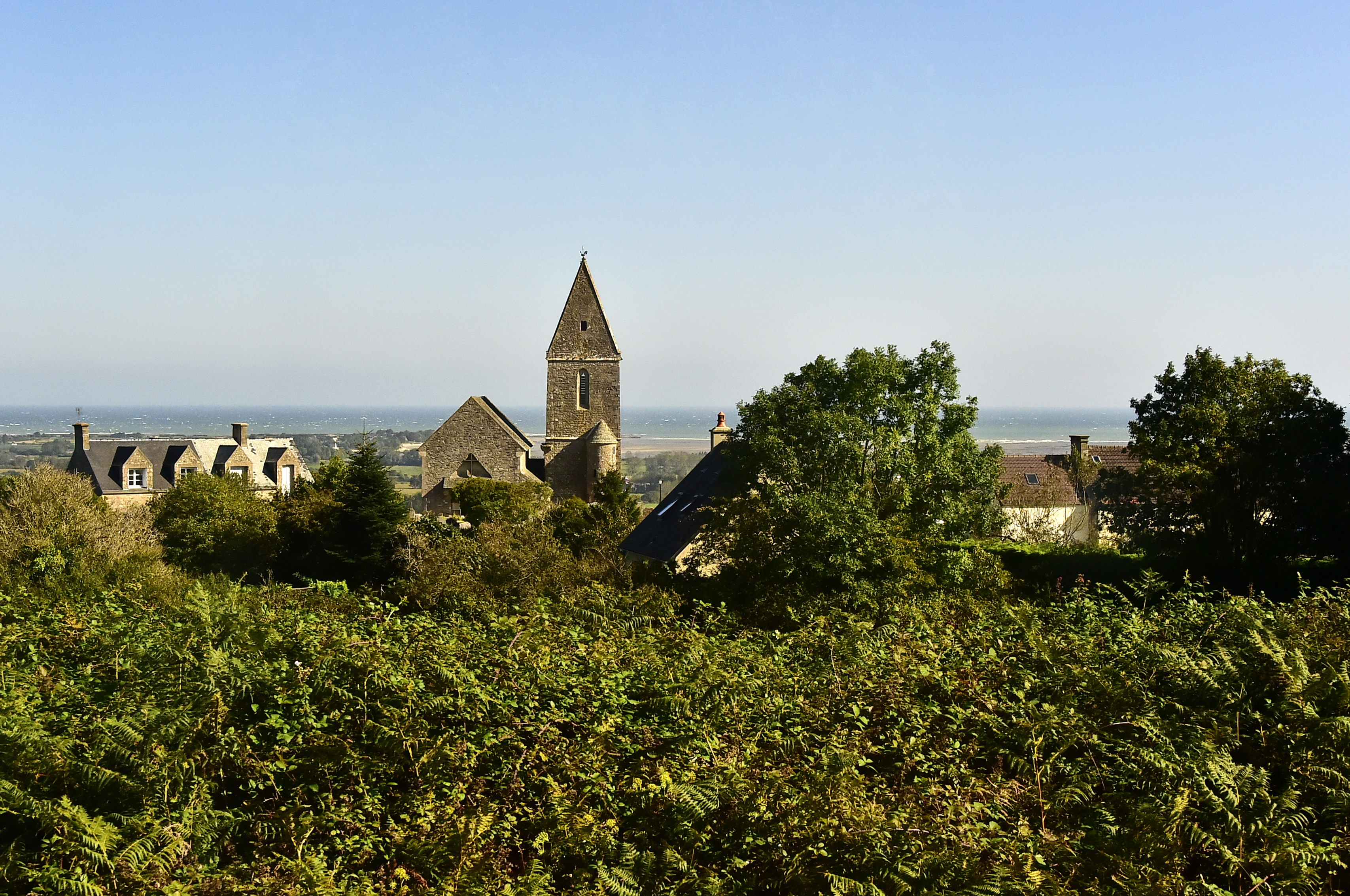
Le village.
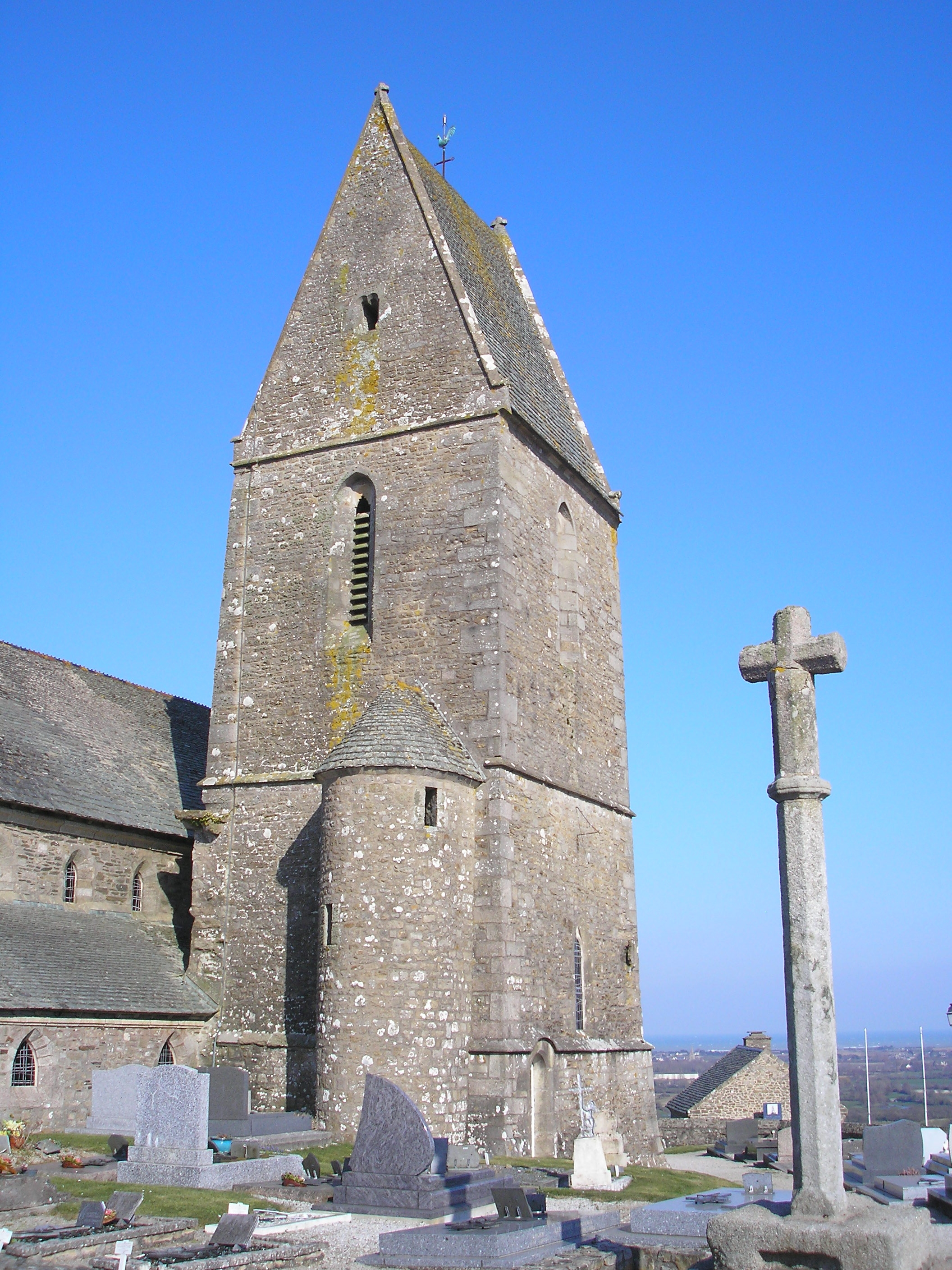
Le clocher de Sainte-Pétronille.
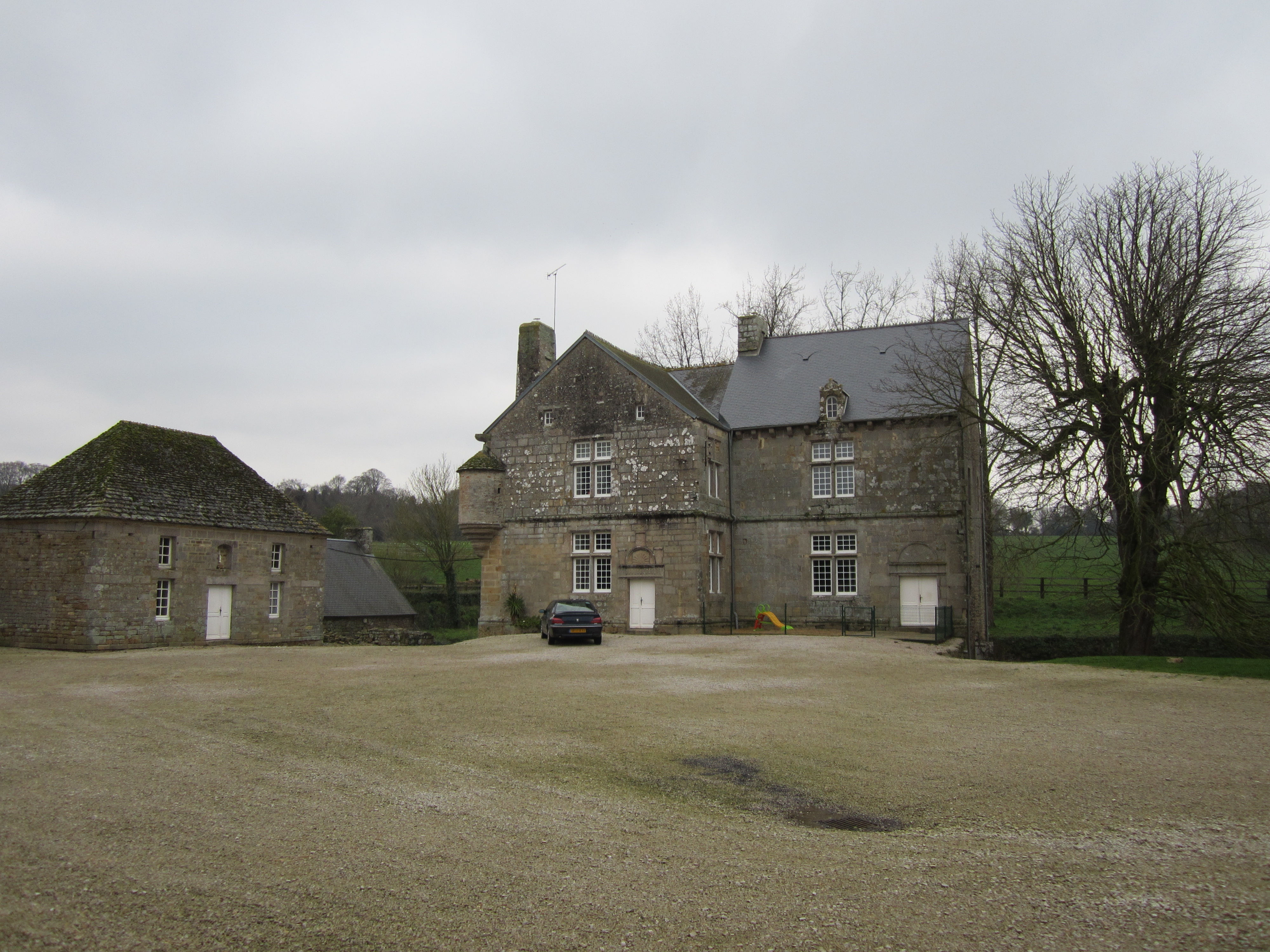
Le manoir d'Ourville.
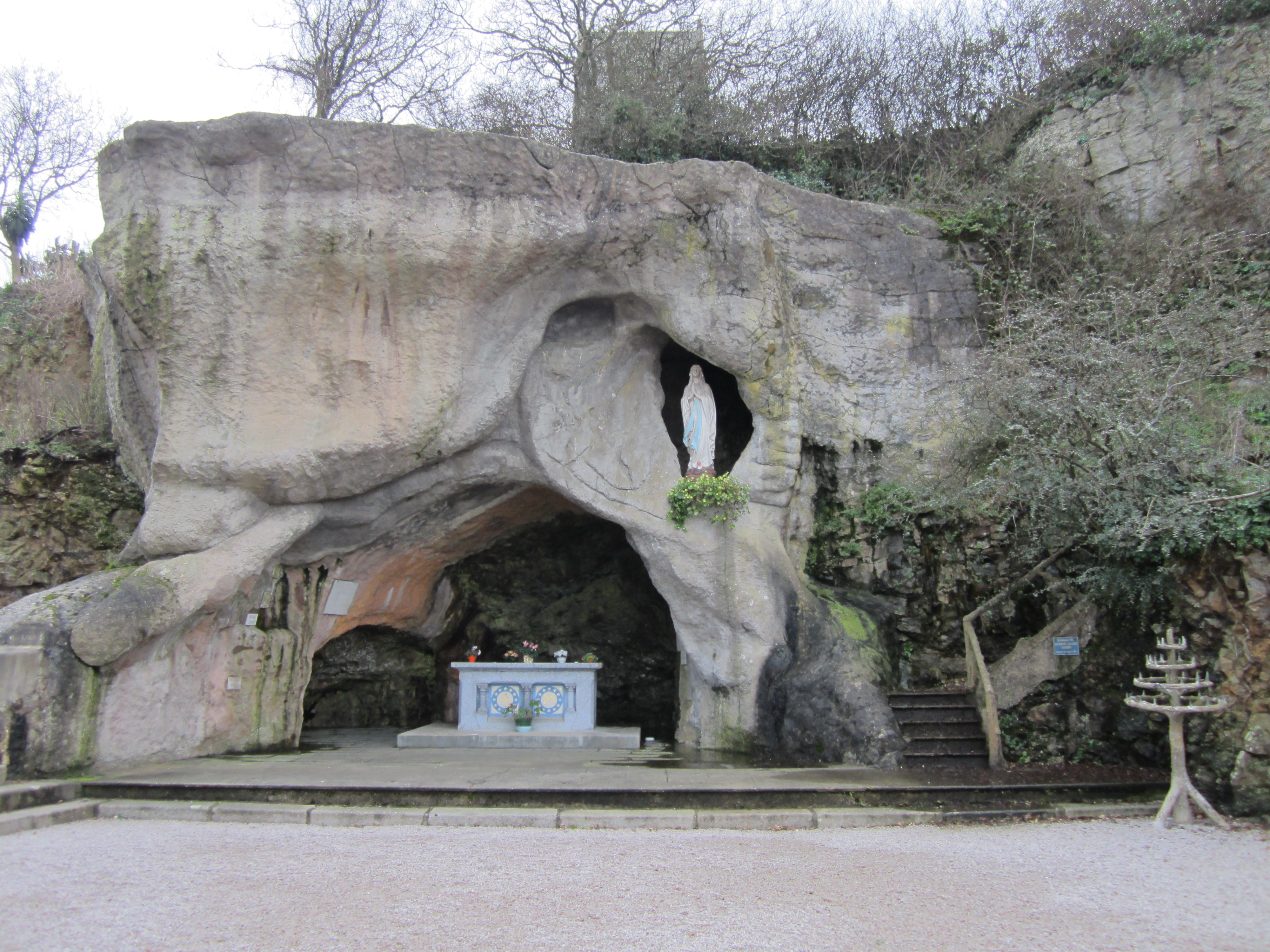
La grotte de Lourdes.
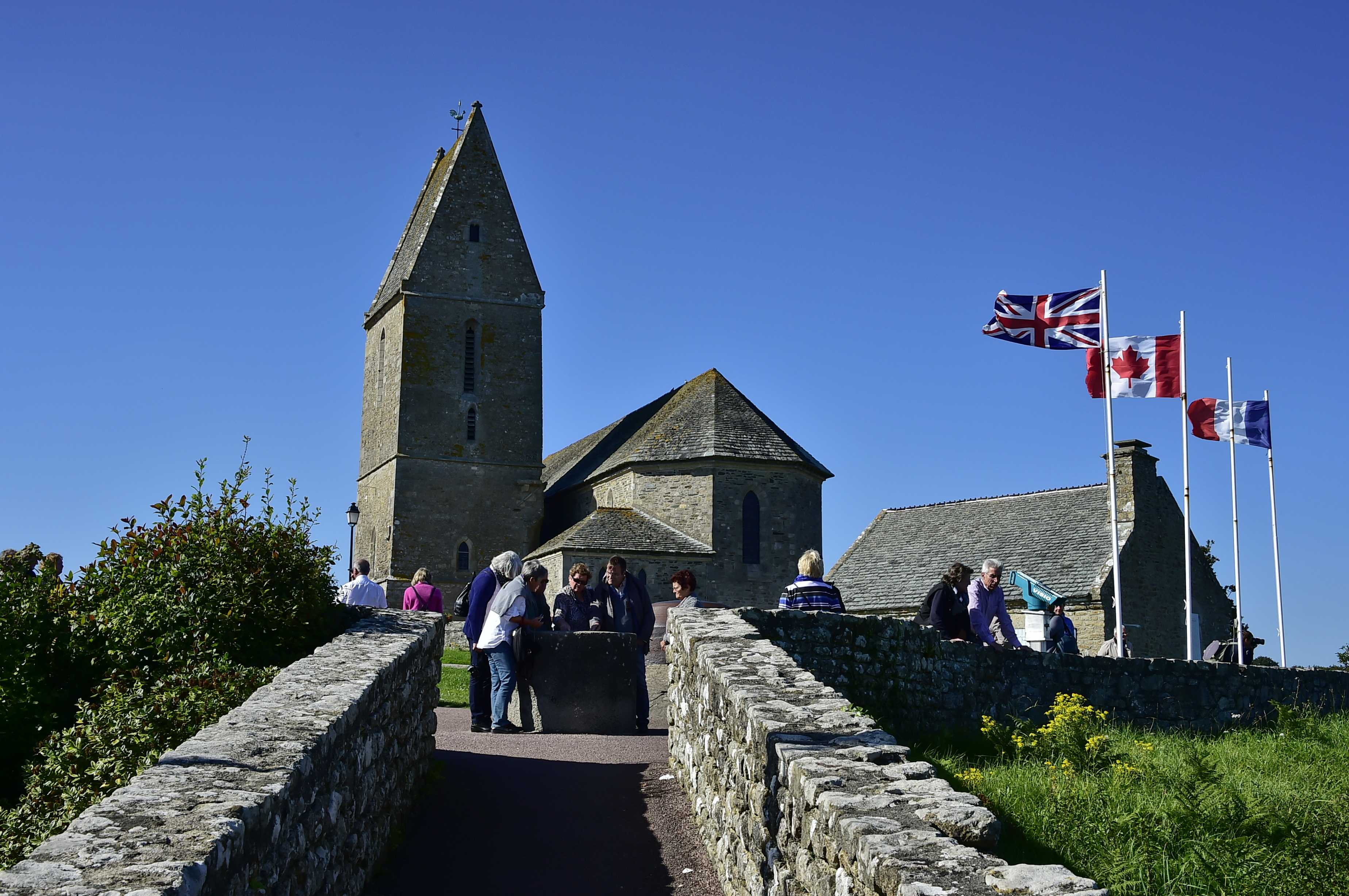
L'église Sainte-Pétronille et la mairie.
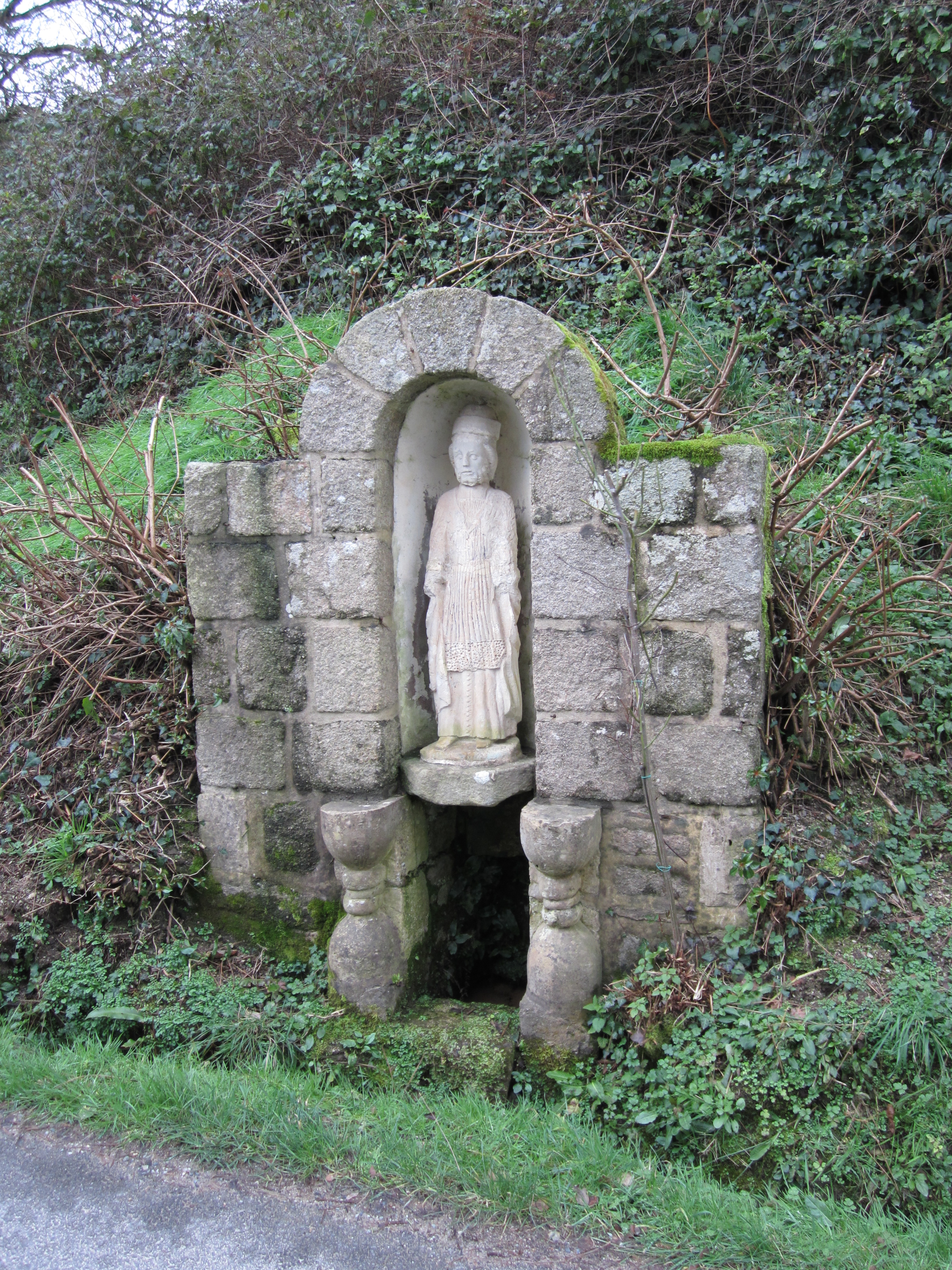
La fontaine Saint-Marcouf et la statue de saint Jacques (avant son vol).